# 塔克特依巴依
塔克特依巴依（羅馬化：Takht-i-Bahi）为巴基斯坦开伯尔-普赫图赫瓦省马尔丹一处印度-帕提亞王國时期佛教僧院。被认为是健馱邏國最为宏大的佛教遗迹，其保存状况相當良好。
该僧院建造于公元1世纪左右，直至7世纪才被废置。考古学家认为它是同时代佛教僧院建筑的典型代表。1980年，塔克特依巴佛教遗址和同一时期的萨尔依巴赫洛古遗址被列入世界遗产名录 。

## 词源
塔克特依巴依（تختِ باہی‬）一词有多种解释。当地人认为其得名于山上的两口井或是附近的一口泉。在波斯语中，塔克特（تخت‬）意为「上」或「王座」，巴依（باہی‬）意为「泉水」或「水」。连起来意为「来自上边的泉水」或「高处的泉水」。而在山顶恰有两口泉水。另一个可能的意思则是「王位之源」。

## 位置

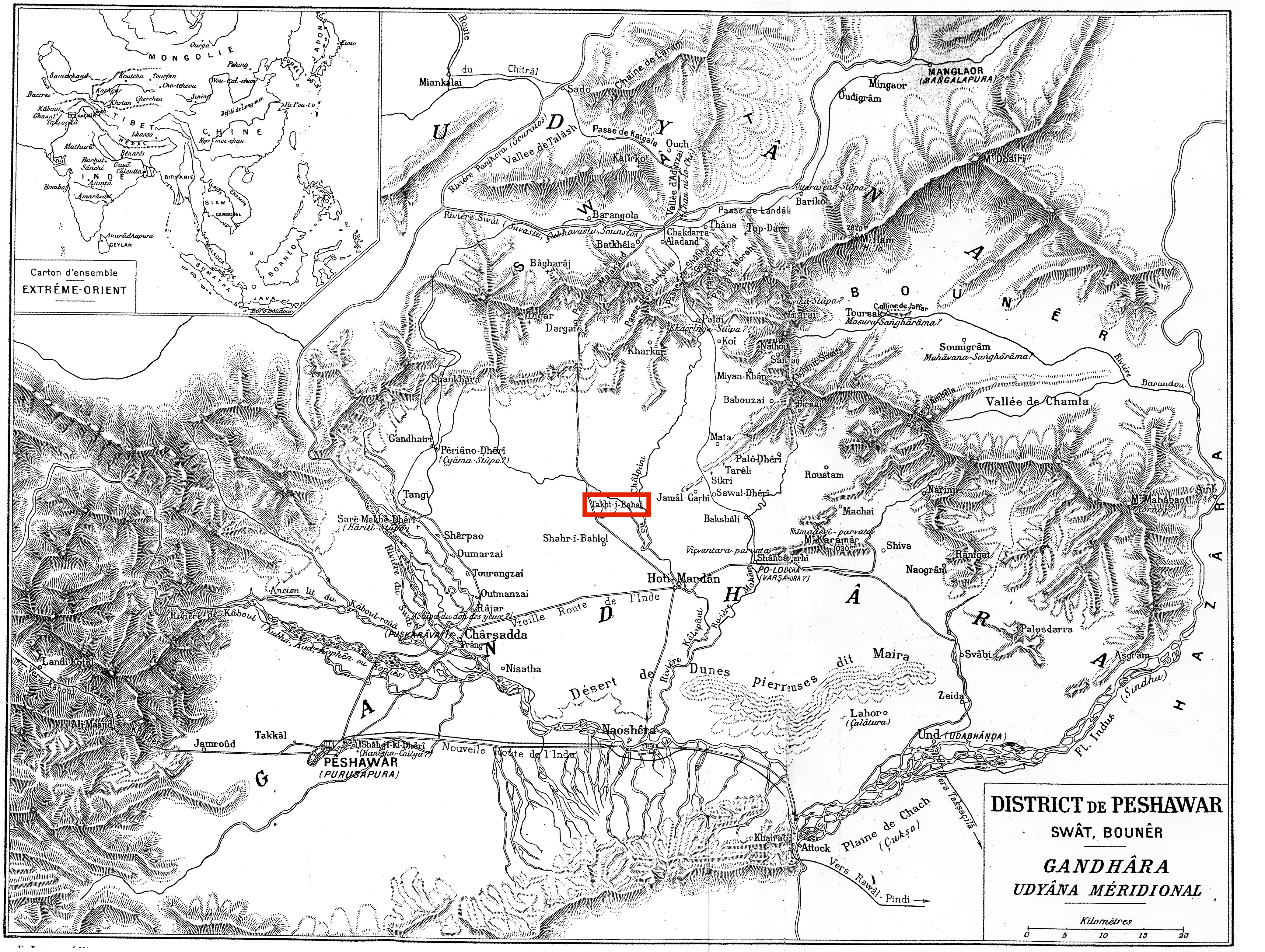
塔克特依巴依位于犍陀罗地区中部

遗迹位于馬爾丹以北约15公里，附近坐落着一座同时期的小城 ，另外，周围还有一座同名的现代村庄。遗址在山上500英尺（150）的地方。周边地区种植有甘蔗、小麦、玉米、蔬菜等。

## 建筑
遗迹建筑群共有四个主要部分：
- 佛塔庭院，庭院中有一组窣堵坡[4]。
- 僧院房间，庭院周围有一圈小屋，还有礼堂及餐厅[4]。
- 寺庙建筑群，由佛塔组成，与佛塔庭院相似，但是建造时期更晚[4]。
- 怛特羅密教僧院建筑群，由又小又暗的小屋组成，可能用于冥想[4]。

建筑群其他部分可能作为住所或集会场所，也可能用于世俗目的。所有建筑都以当地石材建成，并用石灰和泥土黏合。

## 历史
考古学家将建筑群的历史自1世纪开始分为四个阶段。
僧院房间建筑群可能最早于1世纪便已经建成，因为有一处铭文写有冈多法勒斯（20-46年）的名字。此后，这里落入贵霜帝国第一任国王丘就却之手。该阶段持续到2世纪。第二个阶段为3至4世纪，此阶段建造了佛塔庭院及聚会场所。第三阶段为4至5世纪，此时为贵霜帝国晚期。第四阶段发生于6至7世纪，入侵的匈人统治者监督完成了怛特罗密教建筑。
尽管此地区屡遭入侵，但塔克特依巴依坐落于山巅，使其免遭破坏，这一点与其他早期佛教建筑群不同。此处一直使用至7世纪，直至资助中断，无以为继。
有关此处最早的现代资料来源于一名法国官员，时间是1836年。探索及挖掘工作于1864年开始。大英博物馆内藏有大量此处的物品。1920年代，遗迹进行了重大修复。

## 图集

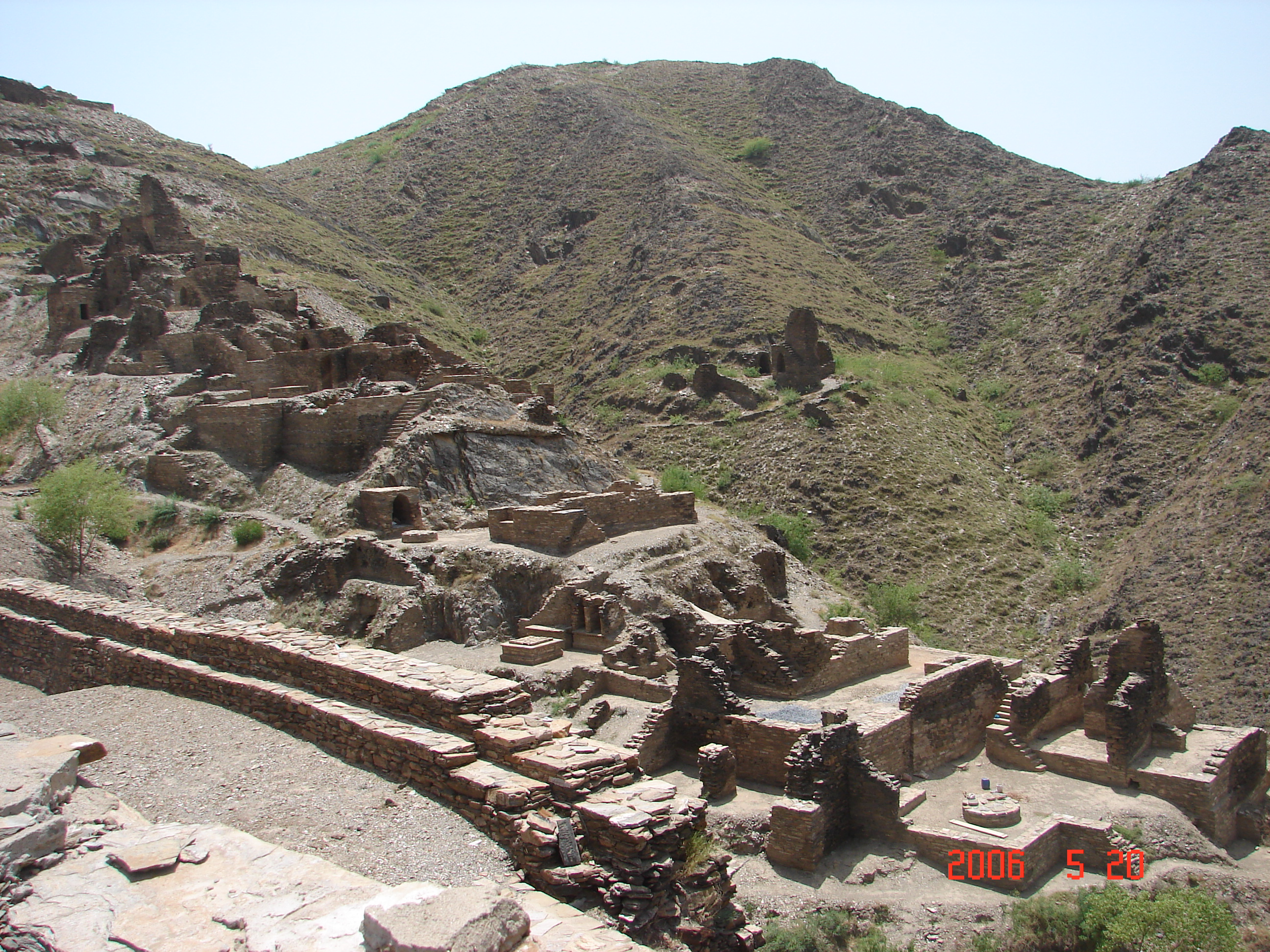
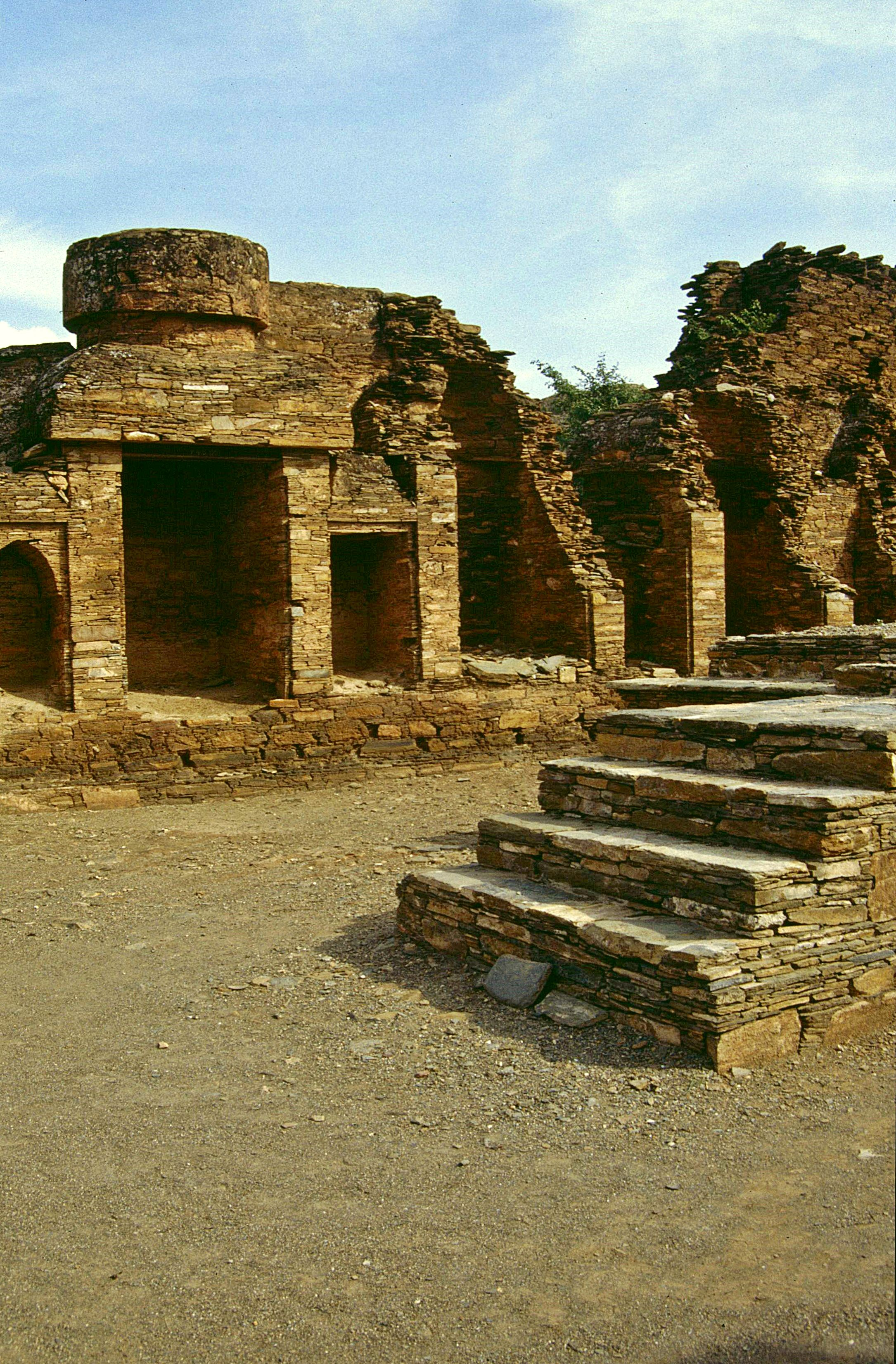
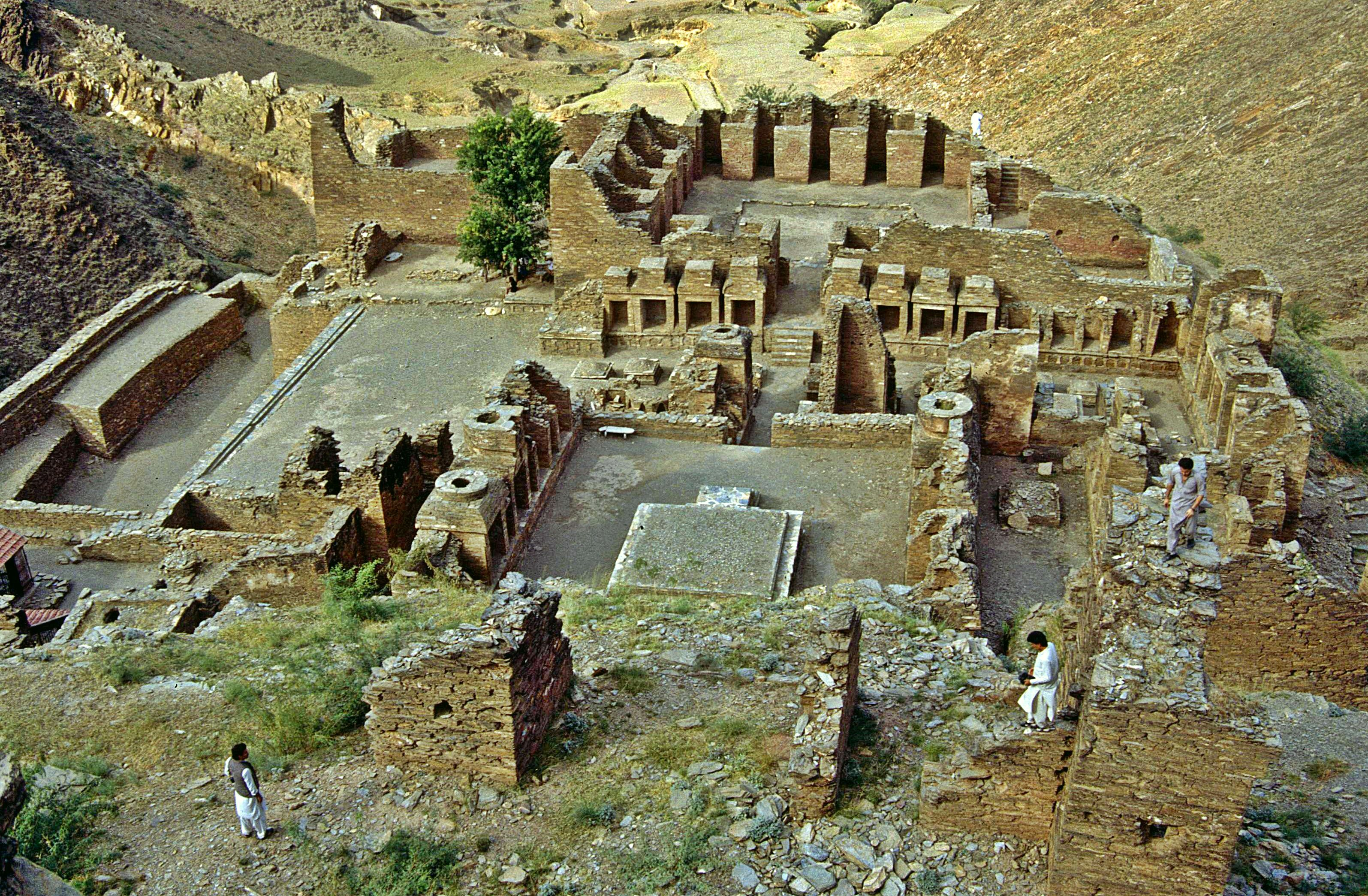
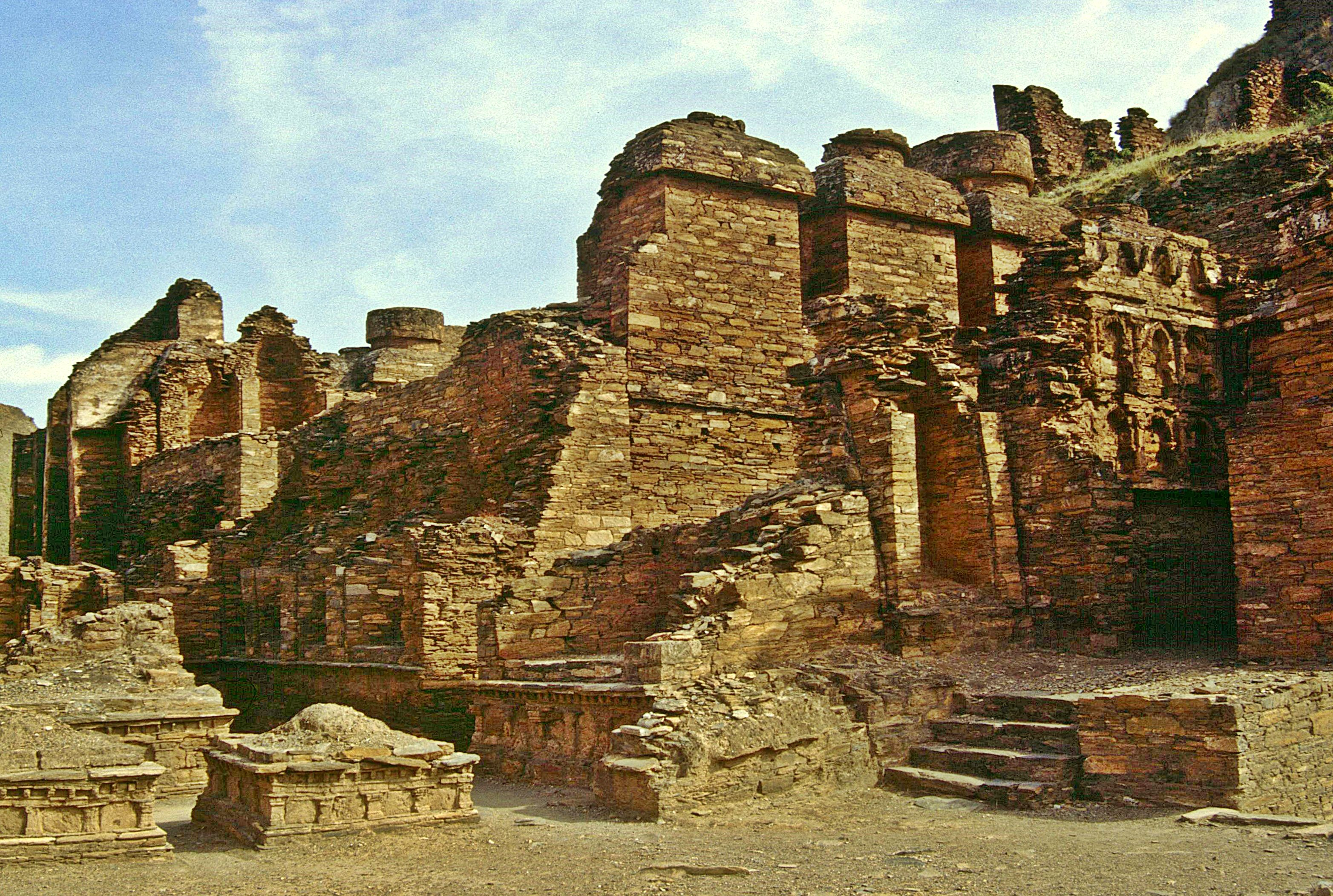
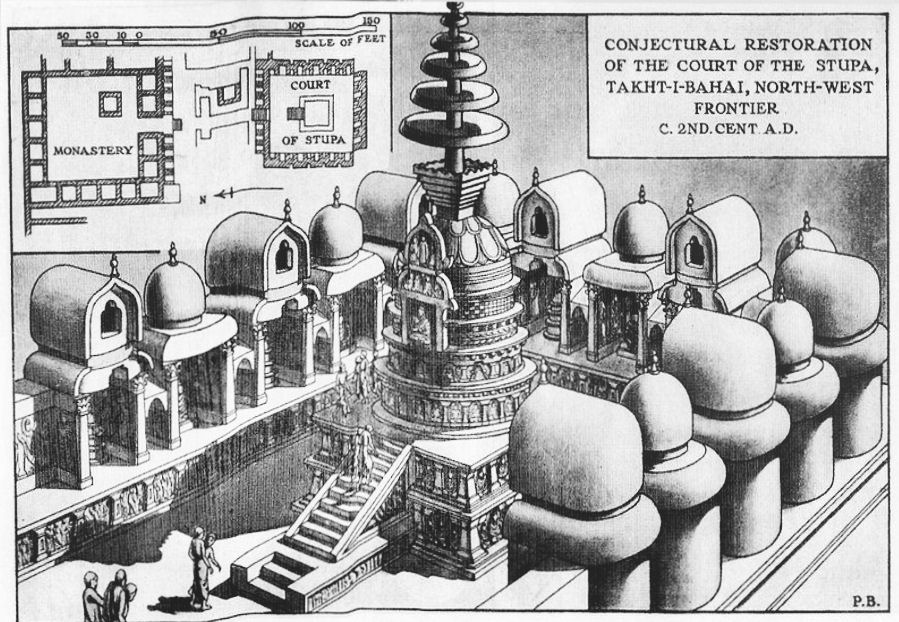

## 艺术品

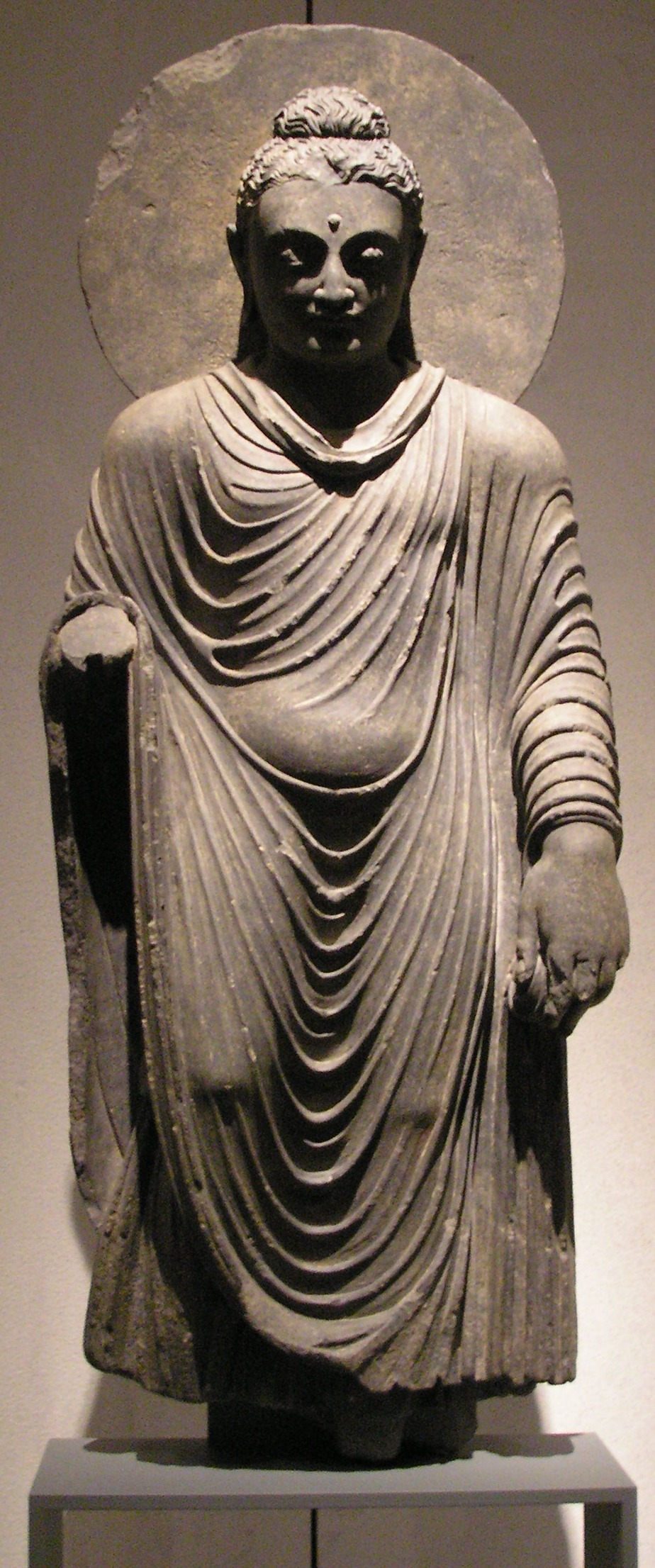
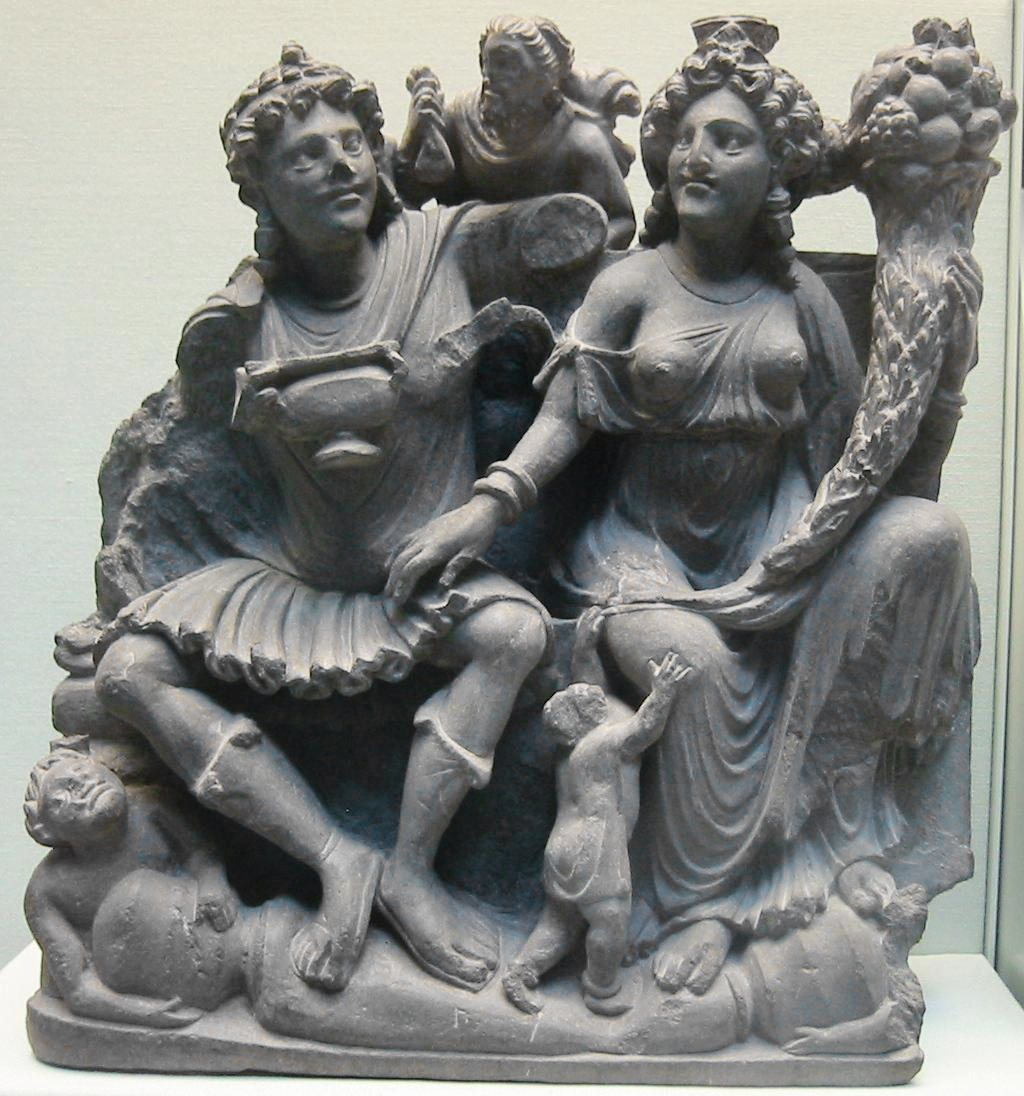
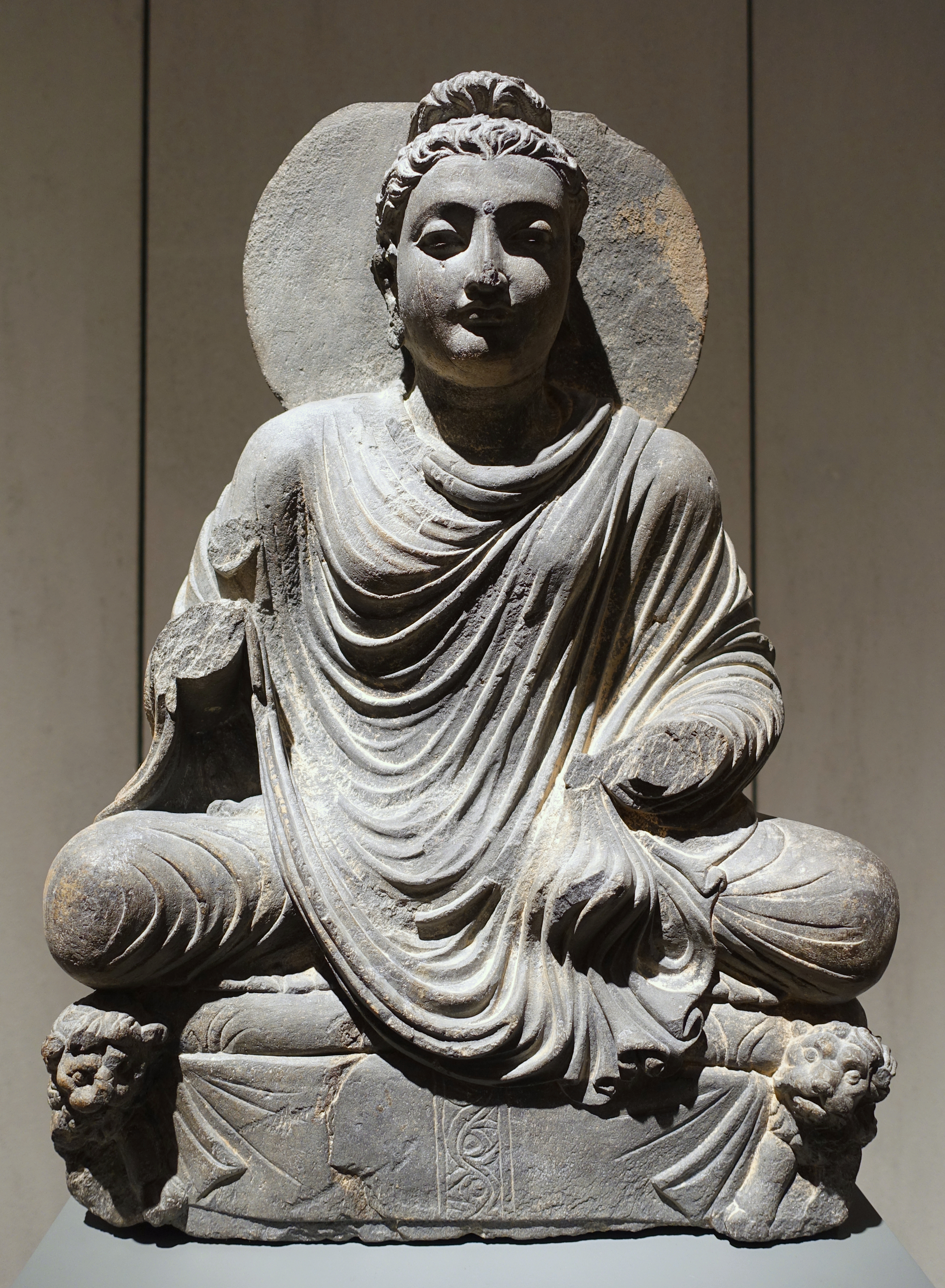